# Podemos Illes Balears
Podemos Illes Balears («Podemos Islas Baleares») es la organización de Podemos en ese archipiélago mediterráneo. Está presente en el Parlamento de las Islas Baleares, los consejos insulares y varios municipios —incluida la capital—, además de tener representación por las Islas Baleares en el Congreso de los Diputados. Formó parte del Gobierno de las Islas Baleares entre 2019 y 2023.

## Historia
Podemos inauguró su primera sede balear en Palma el 29 de octubre de 2014. Unos meses después de haberse creado en las islas un número considerable de círculos como consecuencia de los cinco escaños conseguidos por Podemos en las elecciones al Parlamento Europeo de 2014.
En febrero de 2015 se realizaron primarias de listas abiertas para votar a la dirección del partido, en las que Alberto Jarabo fue elegido secretario general y posteriormente cabeza de lista para el Parlament balear.
En las elecciones autonómicas de mayo de 2015 el partido quedó en tercera posición. Sus escaños permitieron la formación de un gobierno de izquierdas que decidió apoyar externamente.
El partido se presentó por primera vez a unas elecciones generales en 2015 con una participación que lo situó como segunda fuerza en la comunidad, consiguiendo dos diputados y una senadora.
Durante la campaña para las elecciones generales de 2016,  se presentaron en Palma representantes de la recién formada coalición Unidos Podemos.
En octubre de 2017 se realizaron nuevamente primarias en el partido que trasladaba el debate que ocurría a nivel estatal sobre las distintas corrientes que optaban por liderar la formación, además de la posible incorporación del partido a un gobierno de coalición tras las elecciones autonómicas de 2019.
En junio de 2019 se firmó un pacto de gobierno entre Podemos, PSIB-PSOE y Més, en los conocidos como Acords de Bellver.
Ese mismo año tuvieron lugar dos elecciones generales (28 de abril y 10 de noviembre) en las que Unidas Podemos quedó en segunda y tercera posición respectivamente. En ambas ocasiones el partido consiguió dos escaños en el congreso que fueron ocupados por Lucía Muñoz Dalda y Antonia Jover Díaz.

## Organización
La organización del partido surge de los documentos aprobados en la tercera Asamblea Ciudadana Estatal de Podemos, también conocida como Vistalegre III, en 2020. Consta de:
- Asamblea Ciudadana Autonómica.
- Consejo Ciudadano Autonómico.
- Coordinación Autonómica.
- Consejo de Coordinación Autonómico.
- Comisión de Garantías Democráticas Autonómica.

Además, la representatividad de los círculos (base de la militancia del partido) se da a través del consejo de círculos, la red de círculos o su presencia en el Consejo Ciudadano Autonómico.

## Resultados electorales

### Congreso de los Diputados
Resultado del partido en las elecciones al Congreso de los Diputados:
| Elecciones | Candidatura     | Escaños | ±  | Posición | Votos   | %      | Candidato          |
| ---------- | --------------- | ------- | -- | -------- | ------- | ------ | ------------------ |
| 2015       | Podemos         | 2/8     | ±0 | 2a       | 111.416 | 23,05% | Juan Pedro Yllanes |
| 2016       | Units Podem Més | 2/8     | ±0 | 2a       | 118.082 | 25,38% | Juan Pedro Yllanes |
| 2019 I     | Unidas Podemos  | 2/8     | ±0 | 2a       | 92.241  | 17,82% | Antonia Jover      |
| 2019 II    | Unidas Podemos  | 2/8     | ±0 | 3a       | 82.225  | 18,29% | Antonia Jover      |
| 2023       | Sumar           | 1/8     | 1  | 3a       | 83.116  | 16.57% | Vicenç Vidal       |

### Parlamento de las Islas Baleares
Resultado del partido en las elecciones al Parlamento de las Islas Baleares:
| Elecciones | Escaños | ±  | Posición | Votos  | %      | Gobierno                            | Candidato          |
| ---------- | ------- | -- | -------- | ------ | ------ | ----------------------------------- | ------------------ |
| 2015       | 10/59   | ±0 | 3ª       | 62.868 | 14.69% | Coalición (PSOE-MÉS)                | Alberto Jarabo     |
| 2019       | 4/59    | 6  | 3ª       | 41.448 | 9,71%  | Coalición (UNIDAS PODEMOS-PSIB-MÉS) | Juan Pedro Yllanes |
| 2023       | 1/59    | 3  | 6ª       | 19.632 | 4,40%  | Oposición                           | Antònia Jover      |